# Altay SK

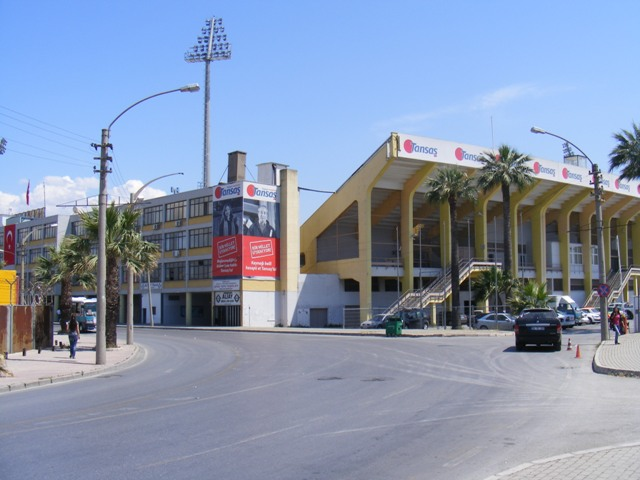
Altay Alsancak Stadyumu

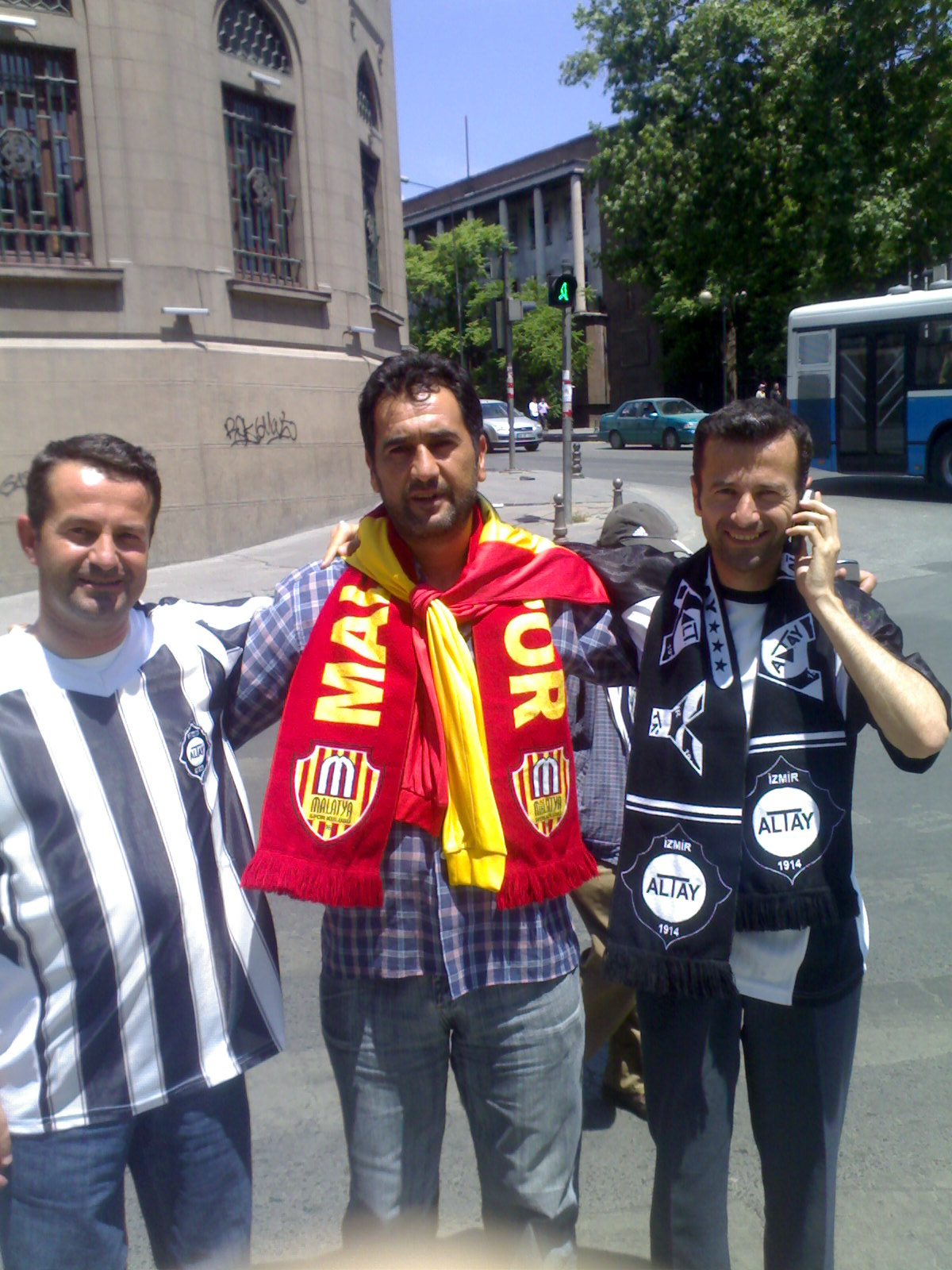
Fanoušci Altay SK a Malatyasporu

Altay SK je turecký fotbalový klub z města İzmir, který byl založen v roce 1914. Svá domácí utkání hraje na stadionu Altay Alsancak Stadyumu s kapacitou 15 358 diváků. Své zápasy zde hrají i další izmirské kluby Karşıyaka SK a Göztepe SK. Klubové barvy jsou bílá a černá. V sezóně 2012/13 se Altay SK umístil na 7. místě turecké třetí ligy TFF 2. Lig.

## Úspěchy
- Türkiye Kupası (turecký fotbalový pohár) – 2× vítěz (1966/67, 1979/80)[3]